# Usia accola
Usia accola är en tvåvingeart som beskrevs av Becker 1906. Usia accola ingår i släktet Usia och familjen svävflugor. Inga underarter finns listade i Catalogue of Life.